# Limburgischer Löwe

Limburgischer Löwe

Der Limburgische oder Limburger Löwe ist in der Heraldik ein Wappentier und somit eine Gemeine Figur.

## Beschreibung

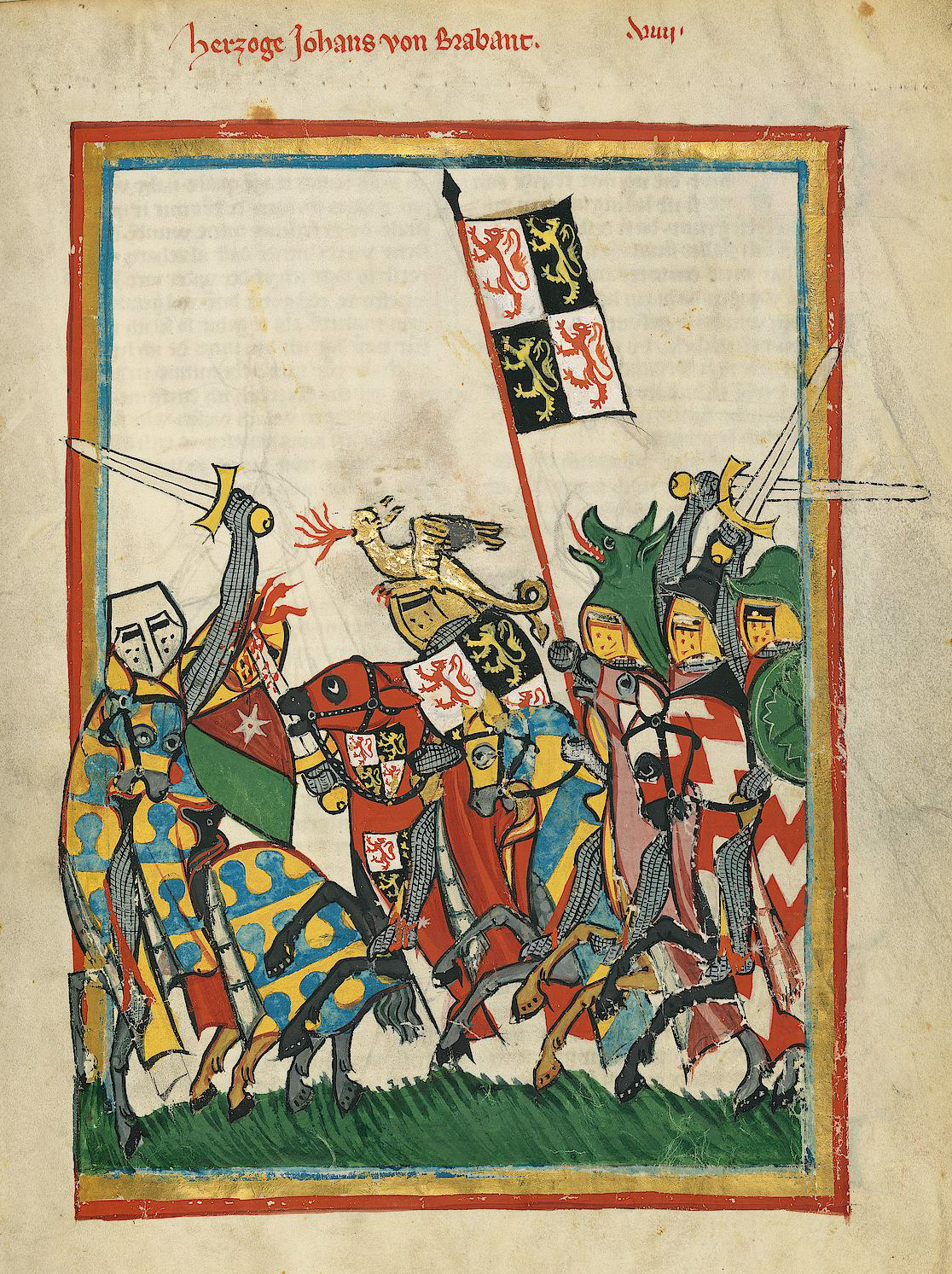
Codex Manesse: Darstellung des limburgischen Löwen in dem mittelalterlichen Autorbild Johann von Brabant, in dessen Flagge der limburgische neben dem brabantischen Löwen geführt wird

Dargestellt wird in Silber ein roter doppelschwänziger goldgekrönter und so gezungter und bewehrter Löwe.
Seinen Anfang nimmt er mit Theoderich I († 1126).
Als der erste Herr auf dem Schloss Hohen-Limburg nennt er sich Graf von Limburg. Seine geerbte Wappenrose ändert er in den limburgischen Löwen. Die Rose ist als Isenburger Rose in die Geschichte eingegangen. Sie ist aus dem Wappen seines Vaters, dessen Herrschaft auf dem später teils zerstörten Schloss Isenburg a. d. Ruhr endete. Der Niedergang der Schlösser Nienbrügge a. d. Lippe und Isenburg a. d. Ruhr hing mit dem Mord durch Friedrich II. an dem Erzbischof von Köln, Engelbert, zusammen. Später bildeten sich auch zwei Linien des Hauses: die limburgische und styrumsche.
Um sich von ihrem Limburger Stammhaus zu unterscheiden, fügten die Edelherren von Frenz, als Frenzer bekannt, ihrem Wappen den Turnierkragen hinzu. 1217 erfolgte die eheliche Verbindung der Erbtochter Irmgard von Berg mit Herzog Heinrich von Limburg. Den Limburgischen Löwen ohne Turnierkragen mit fünf Lätzen führte wahrscheinlich schon Graf Wilhelm (ein Sohn Adolfs VII.). Das hing mit dem Aussterben der limburgischen Linie zusammen. Die limburgische Linie starb in der vierten Generation um 1508 mit Johann III. aus. Eine Vereinigung mit Brabant (Brabanter Löwe) blieb nicht aus. Der Limburger und der Brabanter Löwe sind auf einem Kerpener Schöffensiegel von 1306 nachzuweisen.
In einem Gedicht, das die Herkunft des Löwen beschreibt, heißt es:

„… Schön Irmengard vom Erker auf Limburgs Löwen schaut,
Es pocht so rasch im Busen der angsterfüllten Braut;
Der Löwe, Limburgs Wappen, glänzt auf so manchem Schild,
Doch mißt sie an den Helmen die Rose duftig mild……“

Vermutungen über die Doppelschwänzigkeit des Löwen gehen auf das Wappentier der Grafen von Luxemburg und der Herzöge des Hauses Limburg zurück, die 1214 die Vereinigung beider Herrschaften vollzogen. Es sollte damit ein Unterschied gezeigt werden.
1226 erbte Heinrich das Herzogtum Limburg/Maas. Er fügte dem Wappen von Bergen (zwei doppelt gezinnte rote Querbalken auf Silber) den roten aufsteigenden Limburger Löwen im silbernen Feld hinzu. Die Grafen von Berg führten anfänglich den doppelgezinnten Querbalken im Wappen. Das Wappenbild wurde dem Opladener Stadtwappen als Symbol der Burg entlehnt.
Der rote Limburger Löwe ist bis heute in vielen Wappen der Städte und Gemeinden des Bergischen Landes zu finden und wird nun als Bergischer Löwe bezeichnet. Damit ist der Bergische Löwe der Herkunft nach eigentlich ein Limburger Löwe. Der rote, doppelschwänzige Limburger Löwe im silbernen Schild wurde zum neuen Wappentier des neuen bergischen Stammsitzes und für das Bergische Land zum Kennzeichen.
Das heutige Wappen der belgischen Provinz Limburg zeigt immer noch im silbernen Feld den roten, jetzt goldgekrönten doppelgeschwänzigen goldbewehrten Löwen.
Auch im Wappen des 1975 aufgelösten Kreises Iserlohn ist der Löwe abgebildet. 

Beispiele
Limburger Löwe im Wappen der belgischen Provinz Limburg
Limburger Löwe im Herzschild des Wappens der niederländischen Provinz Limburg
Limburger Löwe im Wappen der belgischen Stadt Sankt Vith
Wappen von Hagen-Hohenlimburg
Auch Kerkrade zeigt einen Limburger Löwen
Oben Brabanter und unten Limburger Löwe im Wappen von Kerpen
Feld 3 des Wappens von Mülheim an der Ruhr wird durch die Grafschaft Limburg eingenommen
Limburger Löwe mit Turnierkragen im Wappen der Stadt Stolberg (Rhld.)
Das Haus Wassenberg hatte Beziehungen zu Limburg und ist auf dem Wappen von Wassenberg